# Die Vorkosterinnen
Die Vorkosterinnen (Originaltitel Le assaggiatrici) ist ein  Spielfilm aus dem Jahr 2025 unter der Regie von Silvio Soldini mit Elisa Schlott, Max Riemelt und Alma Hasun. Das Drehbuch basiert auf dem Roman von Rosella Postorino, der von der Geschichte von Margot Woelk inspiriert ist.

## Handlung
Im Herbst 1943 zieht Rosa aus Berlin nach Groß-Partsch in der Nähe des Führerhauptquartiers Wolfsschanze. Während ihr Mann Gregor an der russischen Front kämpft, soll Rosa bei den Eltern ihres Mannes bleiben. 
Eines Morgens wird sie von der Schutzstaffel an einen Ort gebracht, wo sie unter der Beobachtung von SS-Soldaten als eine der Vorkosterinnen sicherstellen soll, dass das Essen für Adolf Hitler nicht vergiftet ist. Unter den Vorkosterinnen entwickeln sich im Laufe der Zeit Freundschaften und Allianzen, insbesondere zwischen Rosa und Elfriede.
Im Frühjahr 1944 tritt Albert Ziegler als neuer Kommandant seinen Dienst an. Während er mit seiner strengen und unerbitterlichen Art ein Klima der Angst schafft, beginnt er mit Rosa eine Liebesbeziehung.

## Produktion
Der Film wurde von der italienischen Lumière & Co., der belgischen Tarantula Belgique  und der Schweizer tellfilm produziert, als Produzenten fungierten Lionello Cerri, Stefan Jäger, Cristiana Mainardi, Katrin Renz und Joseph Rouschop. Den Vertrieb übernahm in Italien Vision Distribution und in Deutschland Busch Media und der Camino Filmverleih.
Unterstützt wurde die Produktion von der Direzione Generale Cinema e Audiovisivo (Ministero della Cultura) und IDM Südtirol / Alto Adige. Die Dreharbeiten fanden vom 17. Mai bis zum 28. Juni 2024 in Bozen in Italien statt.
Die Kamera führte Renato Berta, die Musik schrieb Mauro Pagani, die Montage verantworteten Carlotta Cristiani und Giorgio Garini und das Casting Liza Stutzky und Laura Muccino. Das Szenenbild gestaltete Paola Bizzarri, das Kostümbild Marina Roberti und die Maske Esmé Sciaroni.

## Hintergrund
Im Dezember 2012 berichtete Margot Woelk in einem Interview mit der Berliner Zeitung von ihrer Tätigkeit als Vorkosterin für Adolf Hitler. Rosella Postorino veröffentlichte 2018 darauf basierend den Roman Le assaggiatrici, der auf Englisch unter den Titeln The Women At Hitler’s Table und At The Wolf’s Table erschienen ist.
Die Geschichte von Margot Woelk wurde unter anderem vom Historiker Sven-Felix Kellerhoff angezweifelt. Der Historiker Felix Bohr, Autor des Buches Vor dem Untergang: Hitlers Jahre in der ‚Wolfsschanze‘, sagte, er habe bei seinen Recherchen keine Quellen gefunden, die Woelks Geschichte bestätigten, aber auch keine Dokumente, die das Gegenteil bewiesen.

## Veröffentlichung
Premiere war im März 2025 als Eröffnungsfilm am Bari International Film Festival, der italienische Kinostart war am 27. März 2025.
Deutschlandpremiere war am 5. Mai 2025 im Babylon in Berlin. In Deutschland kam der Film am 29. Mai 2025 in die Kinos.

## Rezeption
Oliver Armknecht vergab auf film-rezensionen.de sieben von zehn Punkten. Das sehenswerte Drama behandelt mehrere Themen und diene auch als Zeitporträt. Ob es die Liebesgeschichte gebraucht hätte, darüber lasse sich aber streiten.
Michael Meyns bewertete den Film auf filmstarts.de mit zwei von fünf Sternen. In seinem angestrengten Drama gelinge es Silvio Soldini nicht, dem Thema Zweiter Weltkrieg/Nationalsozialismus im Kino noch einmal neue Aspekte abzugewinnen. Die Geschichte bliebe sowohl inhaltlich als auch stilistisch dünn und variiere so schließlich doch nur altbekannte Klischees und Stereotypen.
Lea Morgenstern meinte auf blickpunktfilm.de, dass Max Riemelt und Elisa Schlott mit den gemeinsamen Szenen ein darstellerisches Highlight des Filmes lieferten. Die Stärke des Filmes liege vor allem in der Schilderung der Figurendynamiken. Außerdem werfe dieser eine neue, weibliche Perspektive auf den Zweiten Weltkrieg und zeige gekonnt, welchen Sorgen und Ängsten die Bevölkerung ausgesetzt war.
Rudolf Worschech (zwei von fünf Sterne) schrieb auf epd-film.de, dass der verhaltene Beginn des Films durchaus überzeuge. In Elisa Schlott wurde eine nuancierte Hauptdarstellerin gefunden. Spätestens ab der Hälfte mache sich gnadenlos die Kolportage breit. Zu den Abgründen des Drehbuchs gehöre, dass sich unter den Vorkosterinnen auch eine Jüdin unter falscher Identität versteckt.

## Auszeichnungen
- 2025: Deutsche Film- und Medienbewertung (FBW) – Prädikat wertvoll[16]